# Merceya cataractae
Merceya cataractae là một loài rêu trong họ Pottiaceae. Loài này được (Mitt.) Müll. Hal. mô tả khoa học đầu tiên năm 1900.